# Metrius
Metrius  (лат.) — род жужелиц из подсемейства пауссин.

## Распространение
Виды этого рода встречаются исключительно в западной части США.

## Описание
Чёрного цвета, внешне похожи на обычных жужелиц, усики нитевидные. Они способны более или менее прицельно выстреливать из желёз в задней части брюшка саморазогревающейся смесью химических веществ, как и другие жуки-бомбардиры.

## Классификация
2 вида. Вместе с родом Sinometrius Wrase & J.Schmidt, 2006 относится к трибе Metriini LeConte, 1853.
- триба Metriini LeConte, 1853
  - род Metrius Eschscholtz, 1829
    - Metrius contractus Eschscholtz, 1829 — США
      - Metrius contractus contractus Eschscholtz, 1829
      - Metrius contractus planatus Van Dyke, 1925
      - Metrius contractus sericeus Rivers, 1900

    - Metrius explodens Bousquet and Goulet, 1990[5] — США